# 144386 Emmabirath
144386 Emmabirath este o planetă minoră (asteroid) din centura de asteroizi. A fost descoperită pe 27 februarie 2004 la Observatorul Național Kitt Peak de Marc Buie⁠(d). 
Obiectul prezintă o orbită caracterizată de o semiaxă mare de 2,2729202828344 UAi, o excentricitate de 0,17, o înclinație de 1,1 ° în raport cu ecliptica.